# Arrenuridae

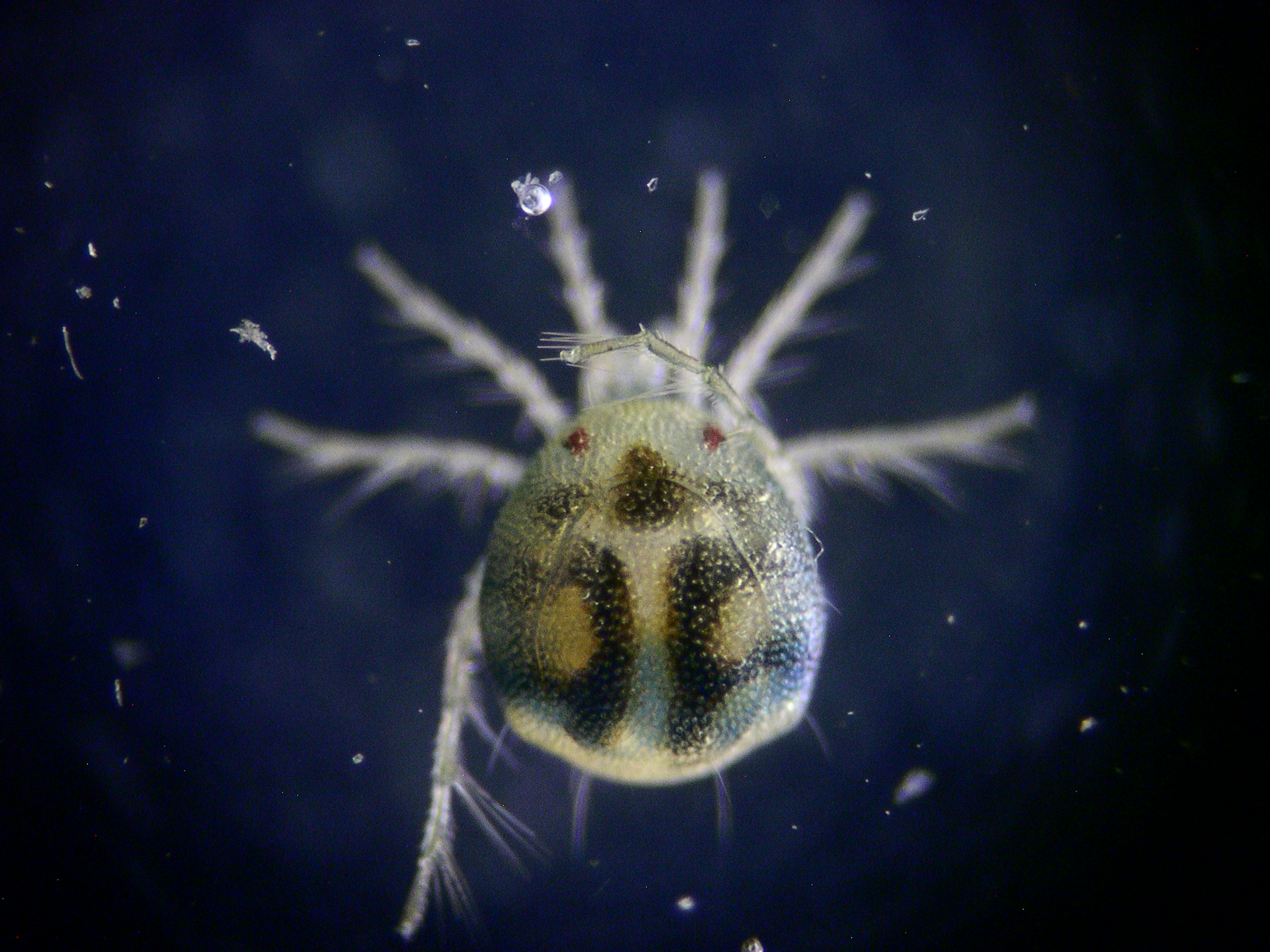
Arrenurus albator

Arrenuridae (лат.) — семейство тромбидиформных водяных клещей из надсемейства Arrenuroidea (Parasitengona, Prostigmata).

## Описание
Микроскопического размера клещи (около 1 мм). Дорсальный и вентральный щиты присутствуют; ацетабулы многочисленны, приурочены к генитальным пластинкам, отходящим латерально от гонопоры и встроенным в вентральный щит (исключение: род Xenthoracaphorus из Чили с парой ацетабул в поле гонопоры); идиосома самки относительно не модифицирована, самец с умеренно или чрезвычайно модифицированной задней идиосомой, часто каудально расширенной и с непарным терминальным петиолем. Нет Ac в мембранозной области помимо гонопор; шов между вентральным и дорсальным щитом в целом далеко дорсально (кроме Thoracophoracarus); кауда самца часто изменена; медиальный край коксы Cx-IV обычно присутствует, не редуцирован до медиального угла. Гнатосома с дорсодистальным голенным «когтем», выходящим далеко за пределы основания тарзуса; голени длиннее genua. Хелицеры 2-сегментные.
Семейство включает множество видов гиперразнообразного рода Arrenurus, которые встречаются практически во всех типах пресноводных местообитаний по всему миру, и виды нескольких небольших родов в разобщённых тропических районах, которые, вероятно, представляют собой дивергентные видовые группы Arrenurus. Взрослые особи Arrenurus сильно склеротизированы, а особи видов, живущих в стоячей воде, обычно являются хорошими пловцами. Многие виды питаются рачками-остракодами, но некоторые добывают и других беспозвоночных. Имаго большинства видов демонстрируют поразительный половой диморфизм: идиосома самок яйцевидная или почти сферическая, а идиосома самцов тщательно и характерно модифицирована в задней части как приспособление для переноса сперматофоров. Опубликованы исследования сложного поведения ухаживания нескольких видов. Известные личинки видов Arrenurus паразитируют на различных комарах Diptera или стрекозах Odonata.

## Систематика
Включает более 950 видов. Большая часть видов принадлежит к самому многообразному роду Arrenurus, который включает более 800 видов. Род Laversia Cook, 1955 (Laversia berulophila Cook, 1955) был выделен в отдельное семейство Laversiidae Cook, 1955.
- Allarrenurus K.O. Viets, 1961
  - Allarrenurus pudens  (Koenike, 1898)
- Arrenurus Dugès, 1834[11]
  - Brevicaudaturus Smit, 1997
  - Truncaturus Thor, 1901
  - Megaluracarus Viets, 1911
  - Micruracarus Viets, 1911
  - Arrhenuropsides Viets, 1954
  - Dividuracarus Smit, 1997
  - Rhinophoracarus Viets, 1917
  - Arrhenuropsis Viets, 1954
  - Dadayella Koenike, 1907
  - подрод Rhomborificias Jin & Li, 1993[12]
- Hamappendix Walter & Bader, 1952
  - Hamappendix chappuisi  Walter & Bader, 1952
- Micruracaropsis Viets, 1939
  - Micruracaropsis phytotelmaticola  (Viets, 1939)
- Srilankurus Pešic, Zawal, Smit & Bankowska, 2018[13]
  - Srilankurus biprojectus
- Thoracophoracarus Viets, 1914
  - =Thoracophorurus Viets, 1942; Xenthoracaphorus Cook, 1988
- Wuria Viets, 1916
  - =Wuriella Viets, 1935
- †Protoarrenurus
  - Protoarrenurus convergens  Cook, 1957

## Распространение
Встречаются во всех зоогеографических регионах мира.